# ヒレナガゴンドウ
ヒレナガゴンドウ（鰭長巨頭、学名：Globicephala melas）は鯨偶蹄目ハクジラ亜目マイルカ科ゴンドウクジラ属に属するイルカ（クジラ）である。

## 名称
ヒレナガゴンドウという名前の通り、鎌形の胸ビレは体長の15-20%の長さにもなる。
頭の形が黒い鍋を連想させるため一部の地域では「pothead whale」と呼ばれている。 

## 形態

### 大きさ

ヒトとの対比

ヒレナガゴンドウは「イルカ」として扱われるハクジラ類の中ではシャチに次いで体長の大きい種の一つである。コビレゴンドウと同じゴンドウクジラ属に属するが、ヒレナガゴンドウは名称の通り非常に長い胸びれが特徴的である。
性的二形が見られ、他の多くのハクジラ類と同様にメス（最大体長は6メートル、最大体重2,500キログラム）よりもオス（最大体長7.6メートル、最大体重4,500キログラム）が大型になる。

### 外観

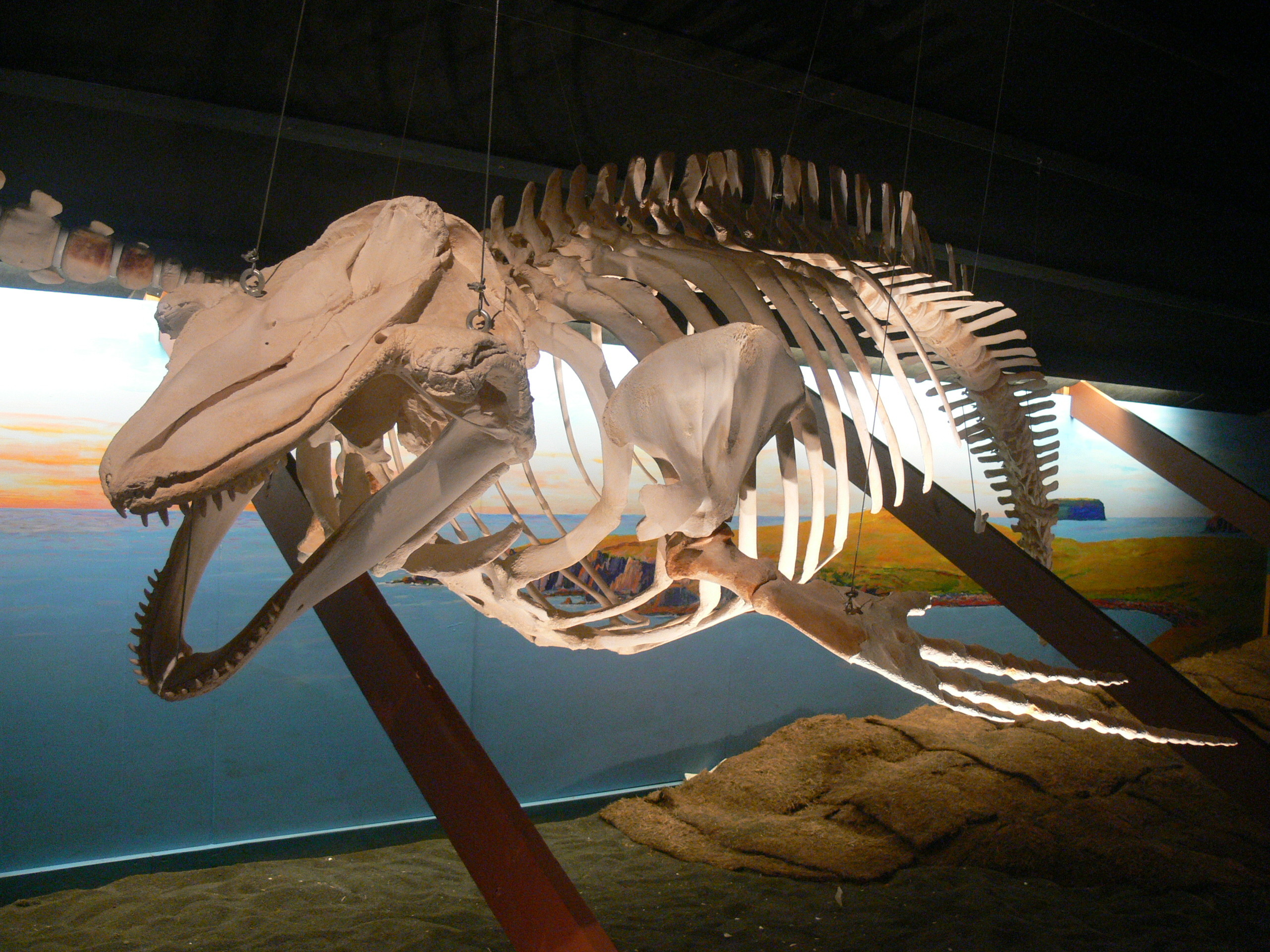
ヒレナガゴンドウの骨格

丸く膨らんだメロンを持ち、体の色は黒や暗い灰色である。ハクジラであるため噴気孔は一つである。灰色や白の斑紋が喉元や腹部に存在する。喉元にあるこの斑紋は錨の形を描いている。いくつかの個体には「サドルパッチ」と呼ばれる灰色の模様が背ビレの根元にあり、目元には曲線形の縞模様が存在する。背ビレは分厚く鎌形であり、体の三分の一にあたる位置についている。
コビレゴンドウといくつかの地域で分布を共有する。 両者の違いは主にその胸ビレの長さであるため、これらの地域の洋上で両種を肉眼で見分けるのは非常に困難である。

### その他
ヒレナガゴンドウは他の哺乳類より多くの新皮質を持つことが分かっており、人間の2倍の量である。

## 生態

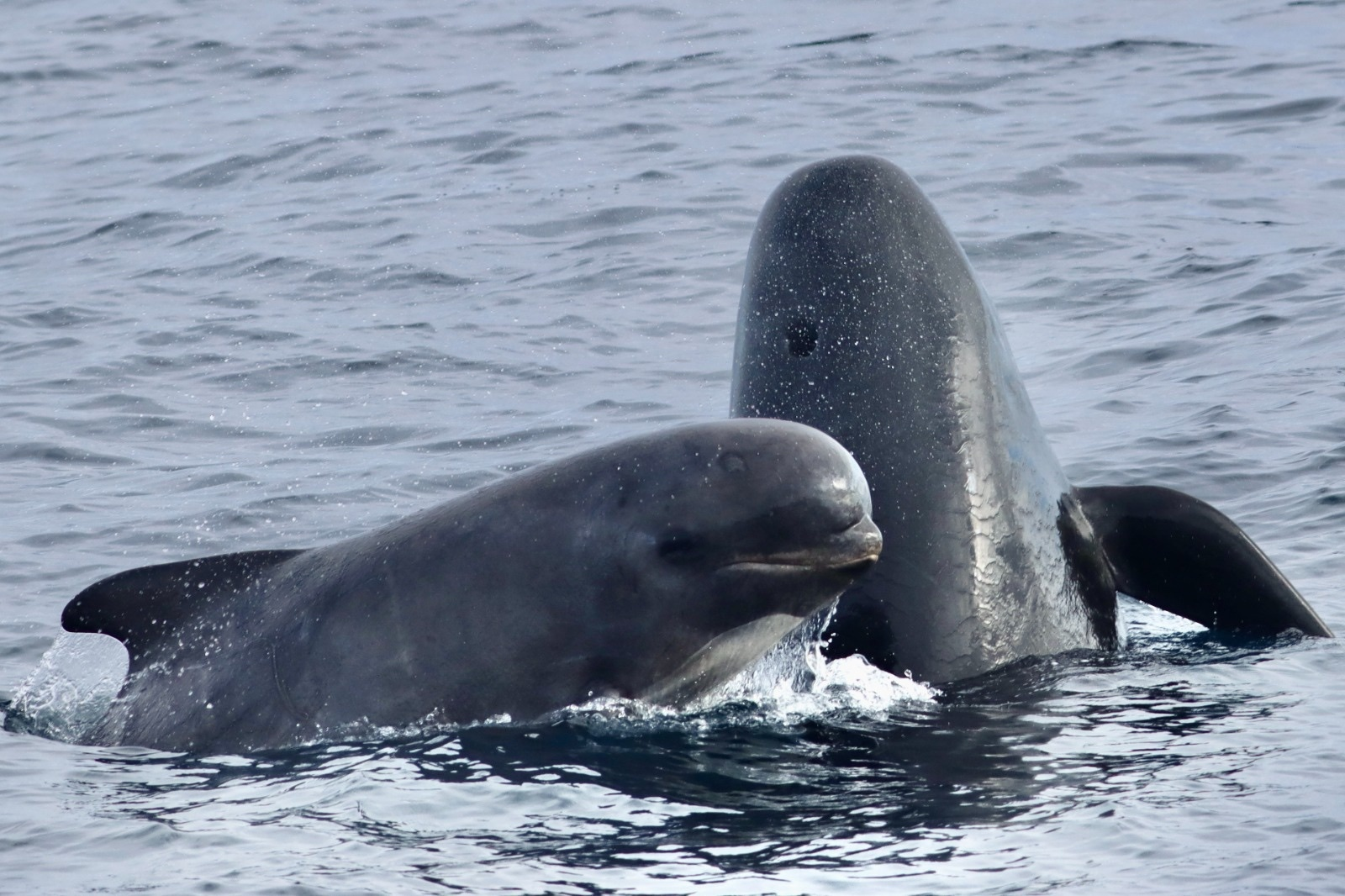
コビレゴンドウと同様に、スパイホッピングを頻繁に行うことで知られる（ノルウェー）。

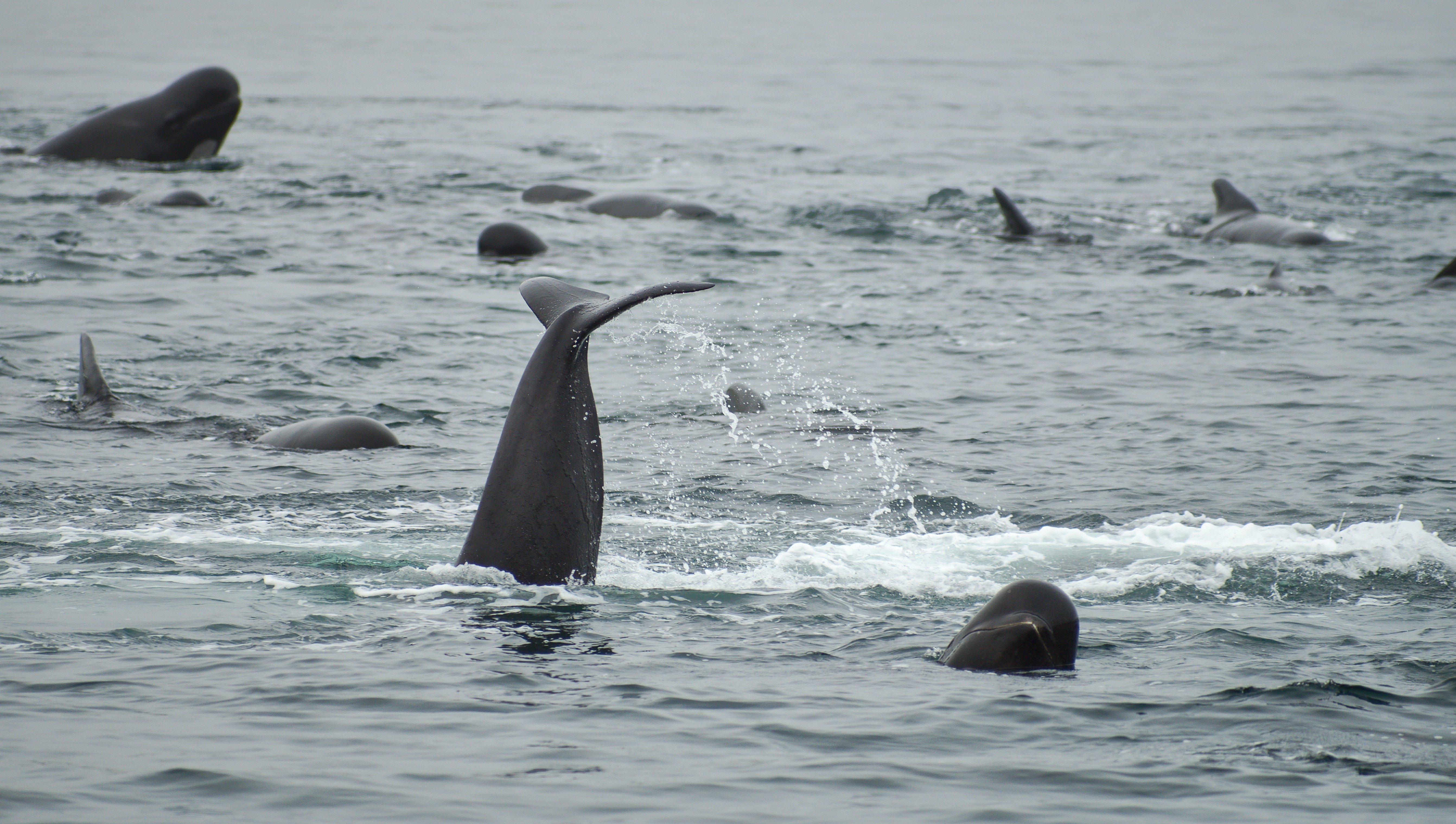
群れによる採餌の光景（アイスランド）。

判明している限りではメスの寿命がオスよりも大幅に長く、最高確認年齢はオスが46歳なのに対してメスは59歳の事例が存在する。

### 社会性
ヒレナガゴンドウは非常に社会的な種である。群れをなし、その規模は2体のものから1000体以上にのぼるものまである。 しかし通常見られる群れは20-150体ほどのものである。 研究によるとこの種はたいてい8-12体ほどの長期的な社会的集合体をつくる。フェロー諸島沿岸の捕鯨で行われた遺伝子調査によってゴンドウクジラの共同体内に母系構造があることを示す近縁性が確認された。
ヒレナガゴンドウの群れはバンドウイルカ、タイセイヨウカマイルカ、ハナゴンドウと行動を共にしているところを観察されている。ゴンドウクジラ属はおもに頭足類を餌にするが、幾つかの地域では魚が主食になっていることもある。北大西洋におけるヒレナガゴンドウはスルメイカを主食としていると考えられている。
ヒレナガゴンドウは非常に活発であり水面を尾びれでたたいたり水面から顔を出す姿が頻繁に見られている。時折水面上に躍り出る姿も見せる。
ゴンドウクジラ属は集団座礁をすることで知られている。1年のうちの特定の時期、およそ12月から3月にかけてニュージーランド沿岸に大量に打ち上げられる。集団座礁の原因は完全には分かっていないが、ゴンドウクジラは社会的なつながりが強いために、1体が打ち上げられると群れの残りの個体もそれに続く傾向があると推測されている。研究によると子クジラの世話をしているのは多くはオスであり、自分の子でない個体を世話している姿も観察されている。

### コミュニケーション
ヒレナガゴンドウは様々な声を発する。キーッといった音や口笛のような音、バズ音などその他のコミュニケーションとしての機能を果たす声に加え、エコロケーションと呼ばれるソナーとしての機能のあるクリック音を発する。反射したエコー音の性質を聞き取ることによってヒレナガゴンドウは暗く濁った環境でも周囲の状況を把握することができる。ホイッスル音やパルス音は何種類もあるわけではないと見られておりむしろ連続しているものであると見られている。これらの音の周波数帯は1kHz以下からおよそ20kHzという広範囲にわたる。

### 繁殖
メスは体長がおよそ3.7メートルになる生後6-7年頃に性成熟を迎える一方、オスはそのおよそ2倍の12年で性成熟する。
成熟期を迎えた後も母親と共に行動するオスもいることが確認されている。異なる群れが交わるときに交配を行うと考えられており、同じ群れの中での繁殖は珍しいとされている。
妊娠期間はおよそ12ヶ月から15ヶ月であり、出産は3年から5年に一度である。子クジラは一般的に出生時は体長1.8m、体重は102kgである。ゴンドウクジラは授乳期間が長く、親子のつながりが強いため親は生後27ヶ月までこの面倒を見る。主に夏に出産するが、一年中出産は起こりうる。オスはメスを巡って体を殴ったり噛んだり体当たりなどをして争うこともある。

## 生息数

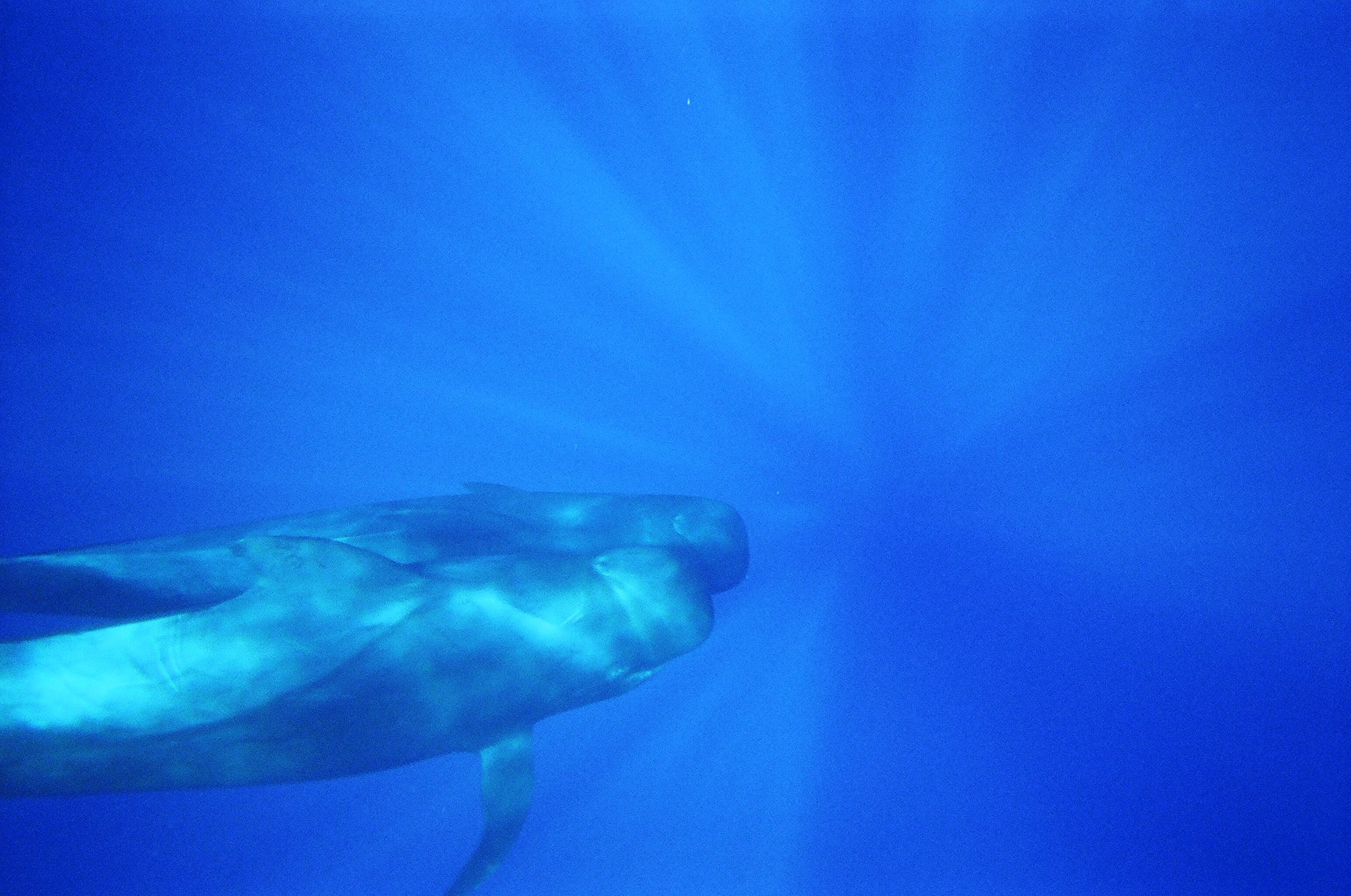
カナリア諸島付近にて

ゴンドウクジラ属は個体数が多いように思われるが、国際自然保護連合において「データ不足」とされるように、世界におけるその個体数の直近の見積もりは出されていない。
ニューファンドランド島における生息数おおよその見積もりは13,000体とされている。
別の研究によると北大西洋にはおよそ780,000体が生息していると見積もられているが、これは違いを判別するのが困難なヒレナガゴンドウとコビレゴンドウの両種が含まれている。

## 分布

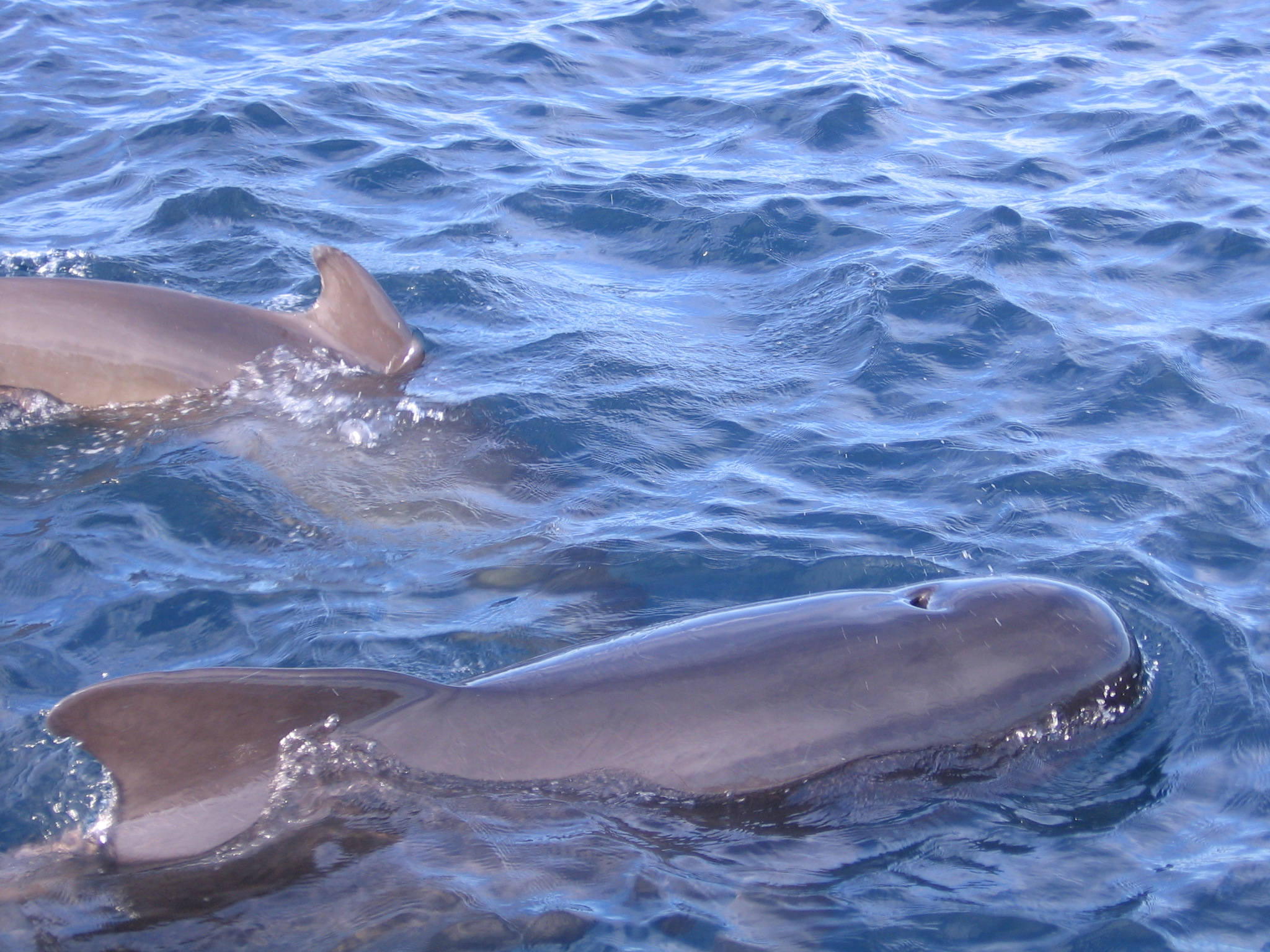
ジブラルタル海峡にて

「Globicephala melas melas」は北大西洋に、「Globicephala melas edwardii」は南半球に生息している。
北大西洋にはとくに広く分布しており、アメリカ東部やカナダの海岸沖、大西洋を越えたアゾレス諸島やフェロー諸島、さらにヨーロッパ西海岸からジブラルタル海峡、北アフリカまで下ったところに分布している。
南半球では、ヒレナガゴンドウは南緯19度から60度まで分布していると考えられているが、南極の海氷付近や南極収束線などでも観察されているため、南緯68度まで南下すると見られている。

### 北太平洋
現在確認されている亜種は2つであるが、過去には日本列島周辺の北太平洋で3種目が存在していたとみられ、およそ8世紀から12世紀ごろに絶滅したと見られている。
この命名されていない亜種は歴史的書物に記録されており、礼文島や千葉県といった日本列島の各地で発見された化石により確認されている。
絶滅後は同じ生態的地位を、銚子以南の地域に生息してきたコビレゴンドウがとって代わり、「タッパナガ」と言われる地方形態が発生したと見られている。

## 人間との関わり

### 保護
ヒレナガゴンドウの保護が不十分であり、協定に基づいた国際協力によって保護するため、北海、バルト海におけるヒレナガゴンドウの個体数が移動性野生動物種の保全に関する条約(CMS)の付属書に記載されている。
ヒレナガゴンドウはバルト海及び北海の小型クジラ類の保全に関する協定(ASCOBANS)、黒海、地中海および接続大西洋海域における鯨類の保存に関する協定(ACCOBAMS)、太平洋におけるクジラ目に関する覚書(Pacific Cetaceans MoU)、西アフリカにおける水生哺乳類に関する覚書(Western African Aquatic Mammals MoU)により保護対象とされている。

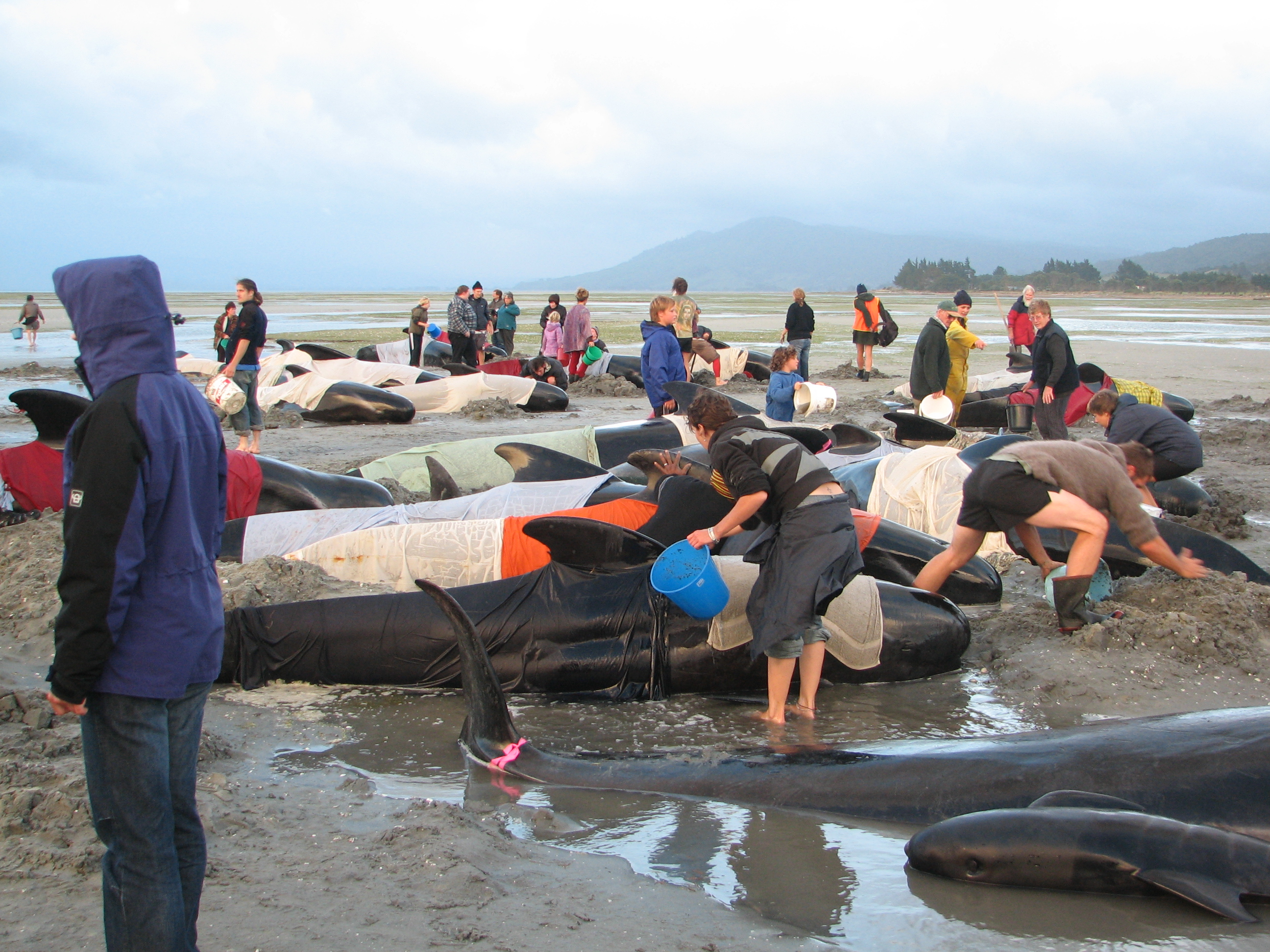
集団座礁の多発地帯として知られるニュージーランド・ゴールデン湾における救出劇

### 捕鯨

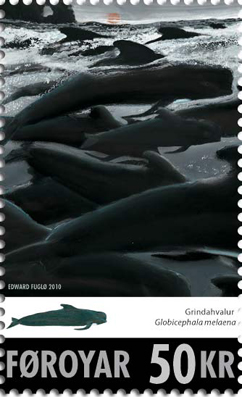
フェロー諸島の切手
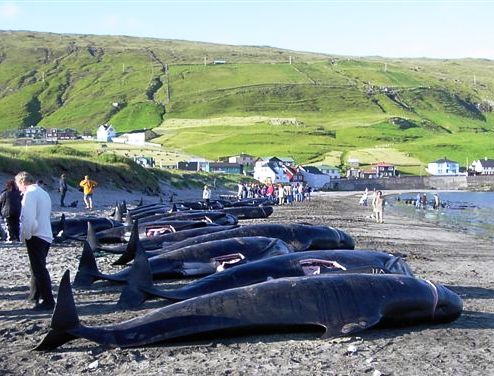
フェロー諸島における追い込み漁

### ホエールウォッチング

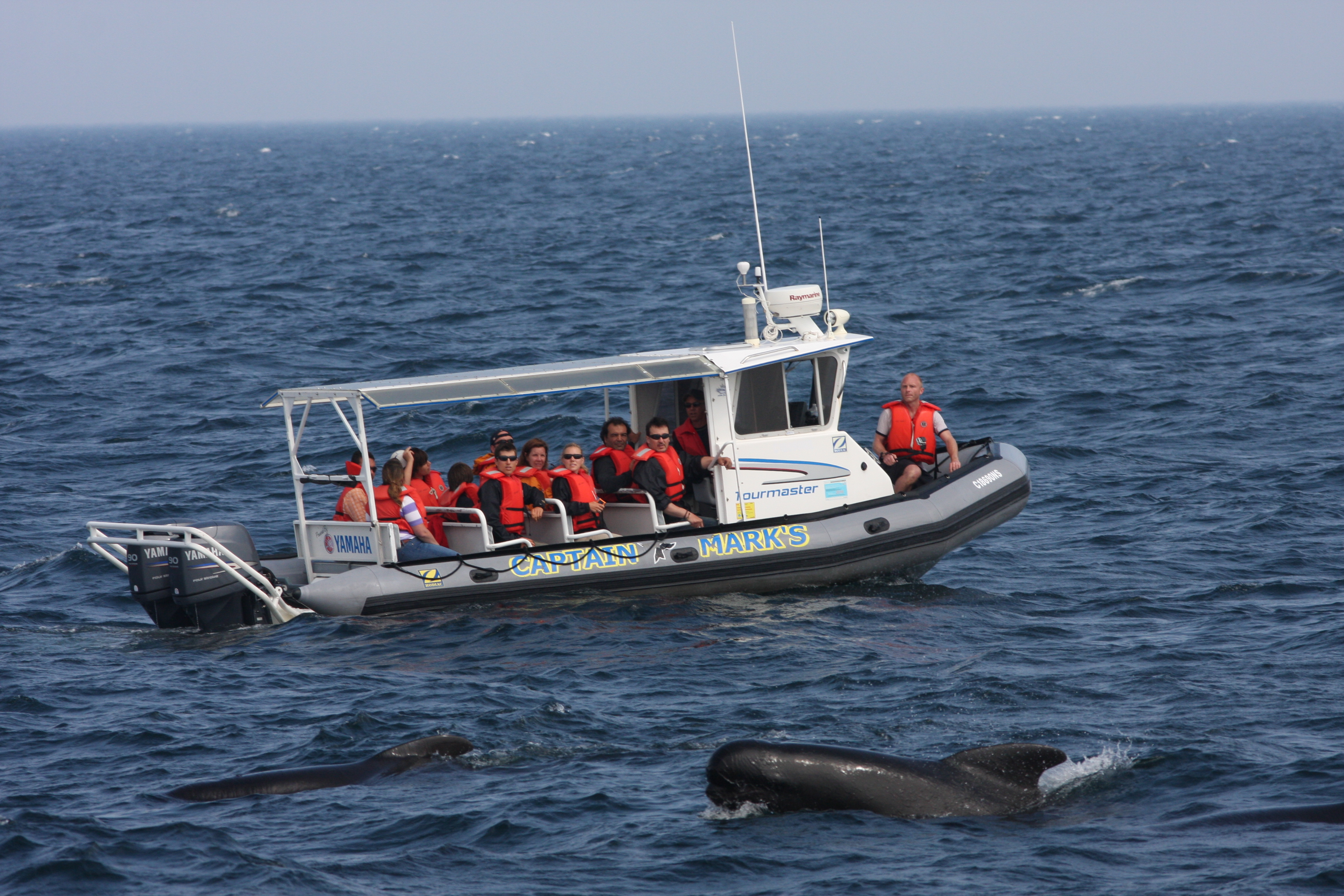
ケープ・ブレトン島にて
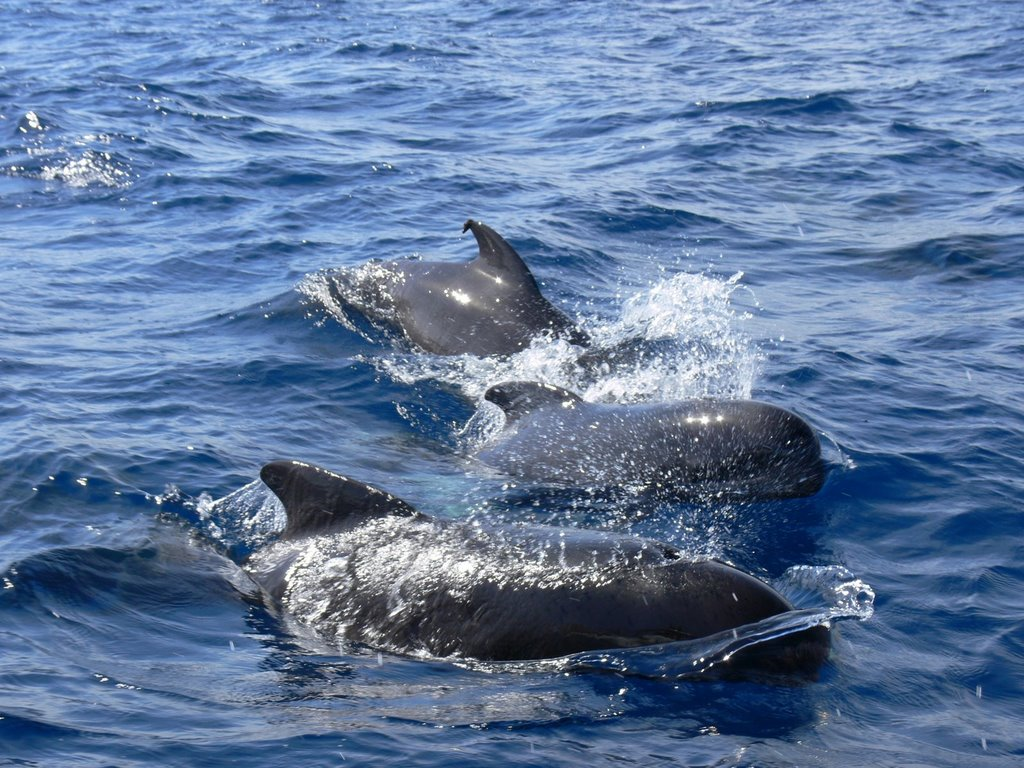
ジブラルタル海峡にて
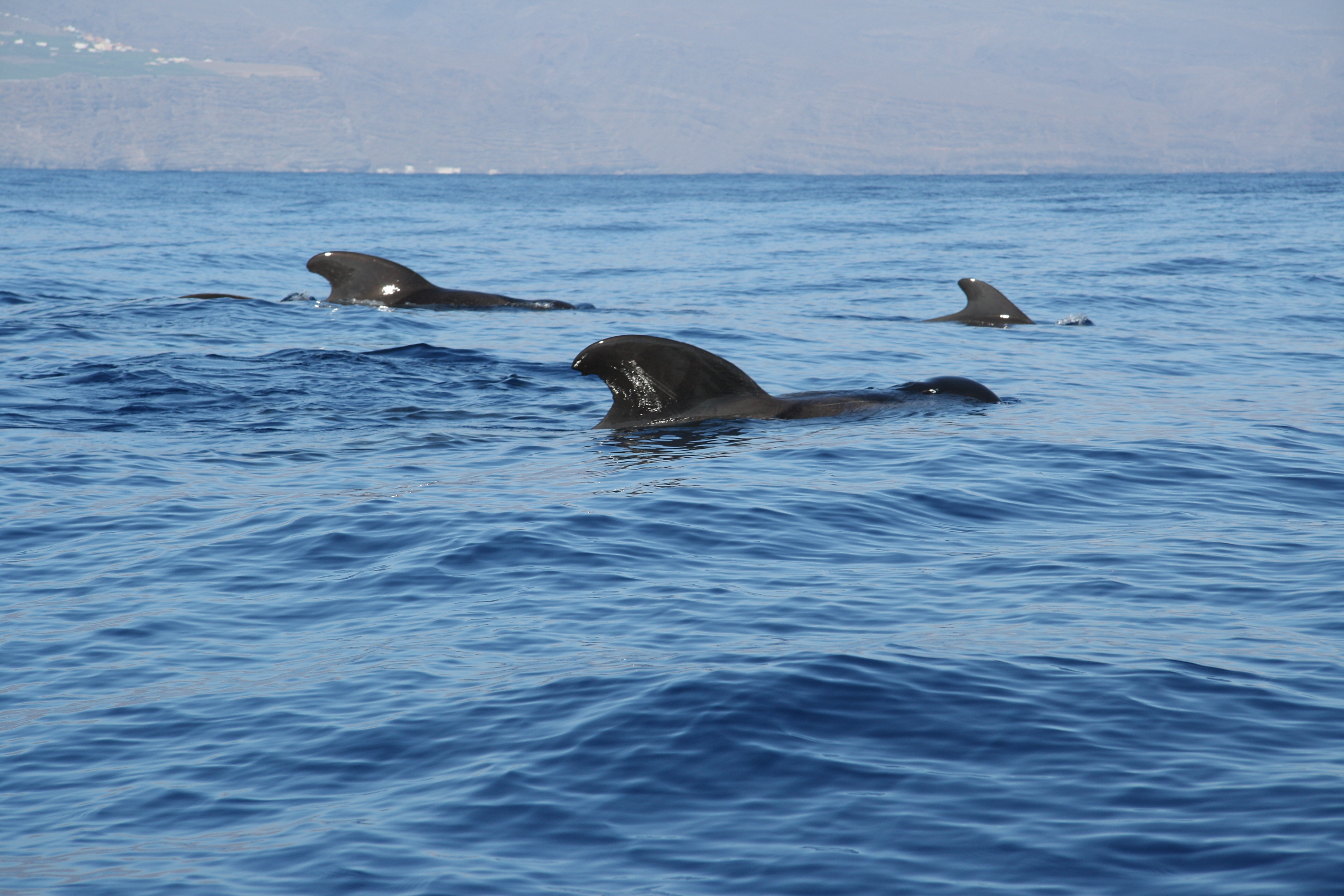
ラ・ゴメラ島にて
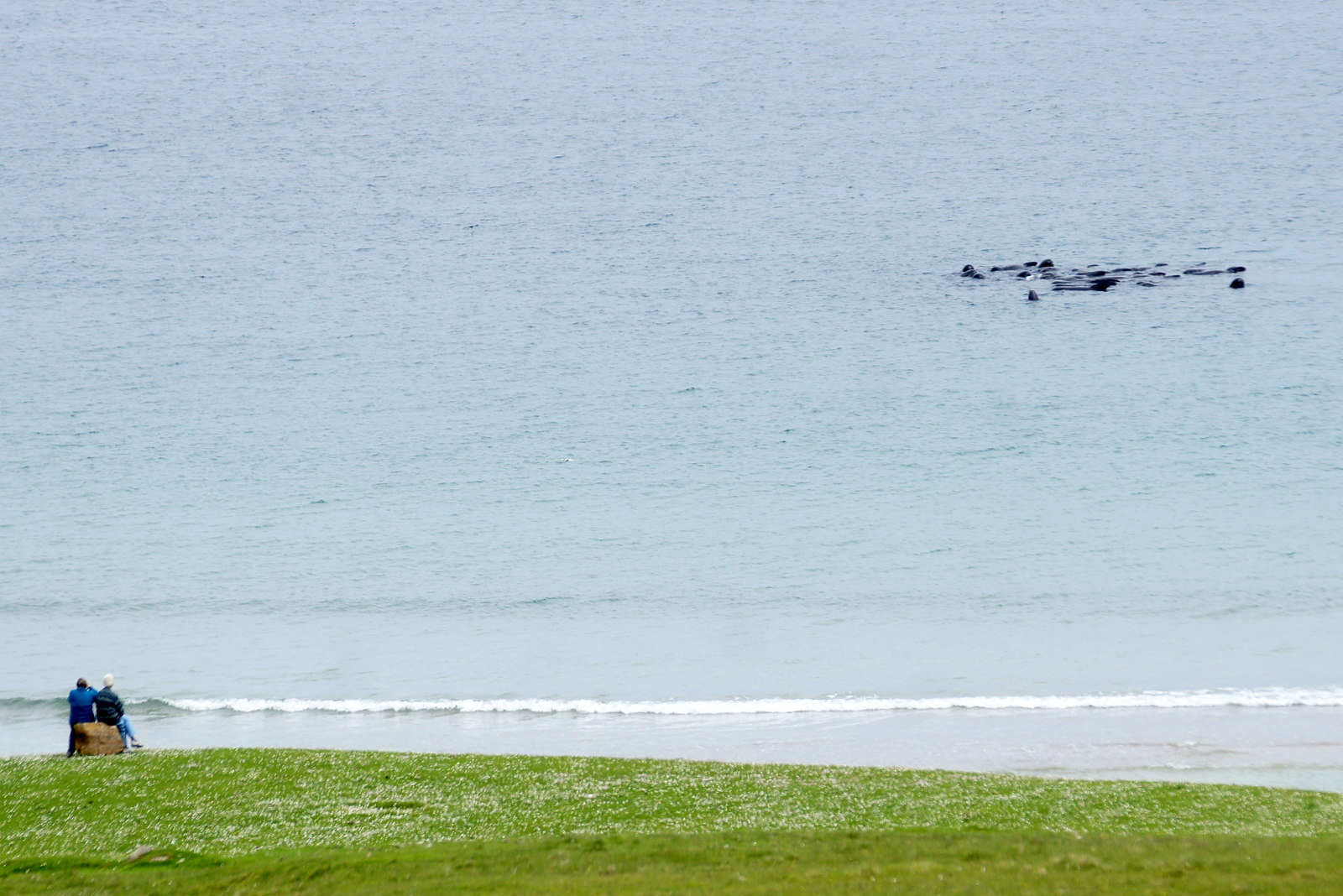
シェトランド諸島にて